# 北京市文化和旅游局
39°54′25″N 116°26′13″E / 39.906884°N 116.437038°E
北京市文化和旅游局，是负责北京市文化事业和旅游发展统筹协调、产业促进和行业管理的北京市人民政府组成部门。

## 沿革

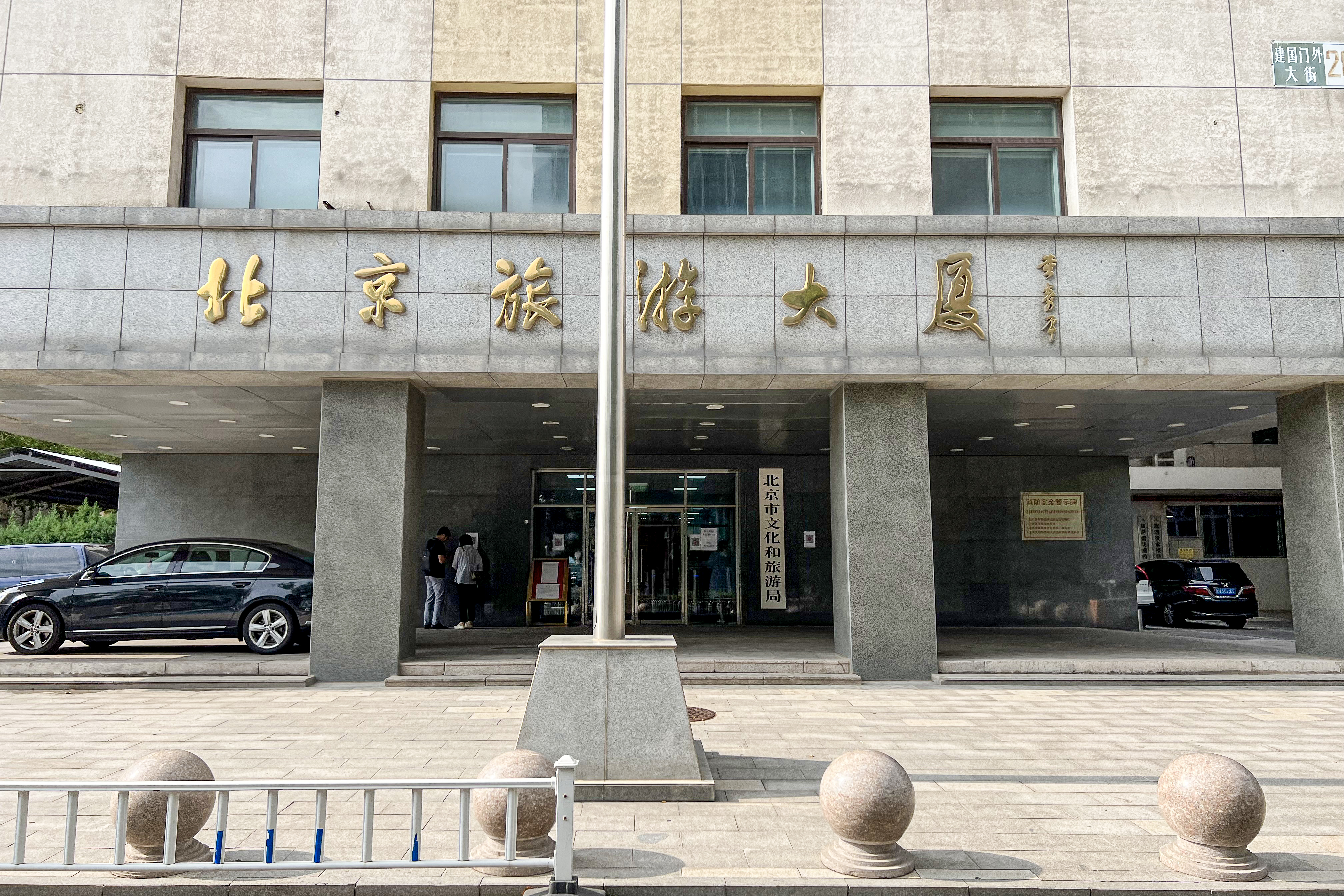
北京市文旅局建国门外原址

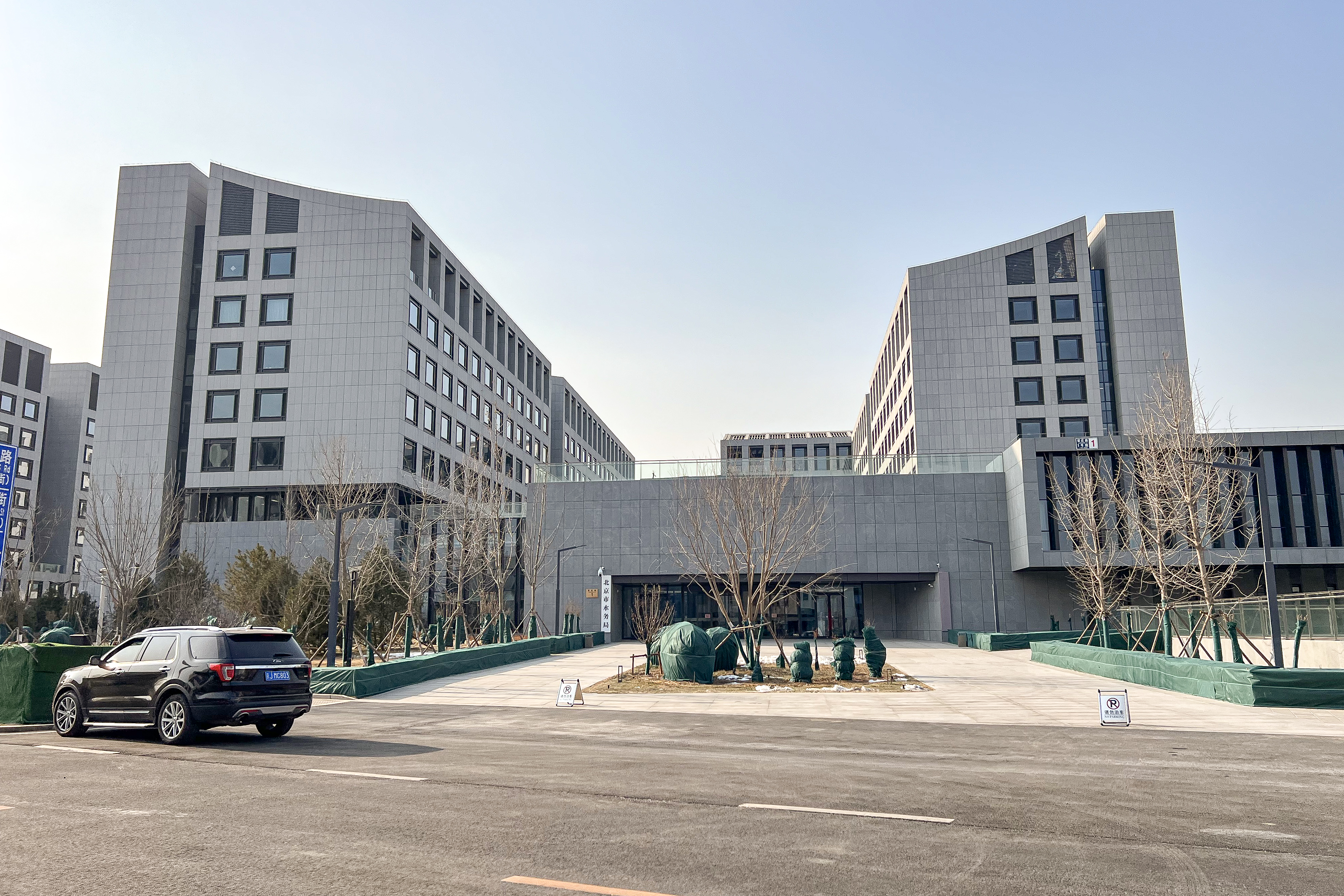
留庄路1号院，图片右侧的1号楼为北京市文旅局所在地，左侧2号楼为北京市水务局

1949年北平和平解放，新成立的北京市人民政府未设旅游管理机构，北京饭店、六国饭店、德国饭店、东方饭店等高级饭店隶属国务院机关事务管理局和北京市人民政府管理。1950年到1955年，北京先后兴建前门饭店、和平宾馆、新侨饭店、友谊宾馆、西苑大旅社、苏联展览馆招待所、北纬饭店等大饭店，但是隶属关系不一。1955年10月，国务院机关事务管理局把饭店管理处及其下属饭店下放给北京市，与北京市社会福利事业局合并，管理除北京饭店之外的北京市16个大、中型饭店、旅馆，局长为李桂森。1956年12月21日，北京市社会福利事业局更名北京市城市服务局。1956年2月1日，成立北京市饭店联合办公室（以下简称“饭店联办”），建制相当于局，负责领导管理北京饭店、前门饭店、新侨饭店、和平宾馆、西郊宾馆、西苑大旅社、食品供应处7个企业单位，办公地点设在北京饭店。饭店联办直属北京市人民委员会领导，其党务、团务、人事工作均由北京市公安局管理。饭店联办主任由北京市人民委员会副秘书长李公侠兼任。1957年10月23日，饭店联办并入北京市城市服务局。1958年10月，北京市人民委员会决定将北京市城市服务局更名为北京市服务事业管理局，局长先后为孙孚凌、李桂森、殷玉昆。
1960年代初，北京市的外事和旅游接待任务日益繁重，中央在北京的大型活动及会议日益增多，而北京市服务事业管理局管理的饮食服务业面向社会且网点众多。为了加强对涉外饭店的领导和管理、搞好为中央的服务，根据中共北京市委1962年9月13日《关于调整本市商业组织体制的通知》，北京市人民委员会于1962年9月成立了北京市人民委员会饭店工作办公室（简称“饭办”），作为北京市人民委员会直属办事机构，主任由北京市人民委员会副秘书长殷玉昆兼任。1965年上半年，“饭办”工作改由北京市人民委员会副市长崔月犁直接领导，党的关系划归北京市人民委员会机关党委，同时调中共海淀区委书记刘际堂任“饭办”党委副书记，主持日常工作。1966年文革爆发后，“饭办”工作受冲击。1966年8月，中共北京市委调军队干部何雨农任北京市人民委员会副秘书长兼“饭办”党委书记。同年9月，调军队干部项锷任“饭办”党委副书记，主持日常工作。1967年6月，中国人民解放军北京卫戍区奉国务院、中央军委命令，对“饭办”及其下属饭店实行军管，汪洋任军管会主任；同年8月，北京市人民委员会饭店工作办公室改为北京市饭店工作办公室。1968年2月“饭办”撤销军管，成立革命领导小组，汪洋任组长。1969年3月，根据中共北京市委的决定，“饭办”与北京市服务事业管理局、北京市修理局合并成立北京市服务局。1973年5月，北京市服务局拆分为北京市第一服务局、北京市第二服务局。其中，北京市第一服务局负责领导各大饭店、前门全聚德烤鸭店、丰泽园饭庄、仿膳饭庄、四川饭店、首都汽车公司，王炯任党委书记、局长。1978年7月，任命市财办副主任袁晋修兼任北京市第一服务局党委书记、局长。1979年1月，中共北京市委决定将中共北京市第一服务局党委改为党组，调殷玉昆任中共北京市第一服务局党组书记、局长。1983年7月，实行政企分开、精简机构，北京市第一服务局改制成为北京市饭店服务总公司，并成立党委，杨葆安任党委书记，田琼任经理。1984年3月更名北京市饭店总公司。
1978年上半年，国家旅游总局召开全国旅游工作会议，提出各省市成立旅游事业管理局。国务院批转了该会议文件。1978年7月，中共北京市委决定成立北京市旅行游览事业管理局，直属北京市革命委员会，为事业单位，日常工作由北京市革命委员会外事办公室联系代管。由张忠实、刘汝昆、杨世瑞、曲琨、侯锡九组成领导小组，张忠实任组长。1979年，组建北京旅游汽车公司，成立北京旅游学校，并代管第二外国语学院北京分院。1980年9月、12月，中共北京市委、北京市人大常委会分别任命张忠实为北京市旅行游览事业管理局党组书记、局长。
1983年5月，根据国务院的统一要求，经北京市人民政府批准，北京市旅行游览事业管理局更名北京市旅游局。同年8月，中共北京市委、北京市人大常委会分别任命宋文成为北京市旅游局党组书记、局长。局机构进行调整。
2011年3月31日，北京市第十三届人民代表大会常务委员会第二十四次会议决定，为落实《国务院关于加快发展旅游业的意见》精神，根据中央机构编制委员会办公室《关于北京市旅游局更名并调整为政府组成部门的批复》，将北京市旅游局更名为北京市旅游发展委员会，并列入北京市人民政府组成部门。
2018年，根据《北京市机构改革方案》，组建北京市文化和旅游局，不再保留北京市文化局、北京市旅游发展委员会。
2024年1月29日，北京市文旅局由朝阳区建国门外大街28号北京旅游大厦迁至北京城市副中心行政办公区留庄路1号院1号楼。

## 职责
1. 贯彻落实国家关于旅游方面的法律、法规、规章和政策；起草本市相关地方性法规草案、政府规章草案，并组织实施。
2. 负责组织拟订本市旅游产业发展战略、政策、措施并组织实施；会同有关部门研究编制旅游产业发展规划、计划并组织实施；负责旅游行业标准化工作，组织拟订旅游区、旅游设施、旅游服务、旅游产品、旅游安全等方面的标准并组织实施。
3. 负责统筹北京地区旅游资源的规划、开发、整合、利用；协调推动本市旅游产业发展，促进旅游产业与其他相关产业融合；协调解决旅游产业发展的重大问题。
4. 负责制定本市旅游市场开发战略并组织实施；参与国家旅游整体形象的对外宣传和重大推广活动，组织本市旅游对外宣传和重大推广活动，组织协调重大旅游 节庆和会展活动，培育旅游品牌；负责旅游对外交流与合作，推动旅游区域合作，健全跨区域旅游合作体系；收集、发布国内外旅游市场动态信息。
5. 负责组织本市旅游资源的普查、规划、开发和相关保护工作；指导重点旅游区域、旅游目的地和旅游线路的规划开发；促进高端旅游、历史文化旅游、新型乡村生态旅游发展；协调和指导假日旅游和红色旅游工作。
6. 会同有关部门开展旅游产业投资促进和重大旅游项目的协调、服务工作；管理旅游发展专项资金；监测旅游产业经济运行，负责旅游统计、分析和信息发布工作。
7. 承担本市旅游公共服务体系建设和管理的责任，组织协调公共服务设施建设、改造工作，建立健全旅游集散体系、咨询服务体系和旅游公共服务信息网络体系；指导旅游行业精神文明建设和诚信体系建设；指导行业组织的业务工作。
8. 承担规范本市旅游市场秩序、监督管理服务质量、维护旅游消费者和经营者合法权益的责任；规范旅游企业和从业人员的经营和服务行为；依法负责设立旅行社、颁发导游证、取得领队证等行政许可事项；负责住宿业行业管理。
9. 承担本市旅游安全监管责任，负责旅游安全的综合协调和监督管理；制定旅游行业突发事件应急预案，并组织实施；组织协调应急救援工作。
10. 制定并组织实施本市旅游人才规划；指导旅游培训工作；指导实施旅游从业人员的职业资格标准和等级标准。
11. 承办市政府交办的其他事项[1]。

## 机构设置

### 内设机构
- 办公室
- 研究室
- 法制处
- 行政审批处
- 产业发展处
- 艺术处
- 公共服务处
- 非物质文化遗产处
- 资源开发处
- 对外交流与合作处（港澳台事务办公室）
- 区域合作处
- 大型活动处
- 市场管理一处
- 市场管理二处
- 科技教育处
- 安全与应急处（假日办）
- 宣传处
- 财务审计处
- 人事处
- 机关党委（党建工作处）
- 机关纪委
- 离退休干部处
- 工会

### 所属机构
- 北京京剧院
- 北京交响乐团
- 首都图书馆（北京市少年儿童图书馆、北京市古籍保护中心）
- 北京市文化馆（北京文化艺术活动中心、北京市文化旅游志愿者服务中心）
- 北京画院
- 北京文化艺术传承发展中心（北京非物质文化遗产保护中心、北京文化艺术基金管理中心）
- 北京市世界旅游城市发展中心
- 北京市文化和旅游局市场质量监督与咨询服务中心
- 北京市文化和旅游局宣传中心（北京市旅游运行监测中心）
- 北京市文化和旅游局综合事务中心
- 北京戏曲艺术职业学院（北京市文化和旅游干部学校、北京市艺术研究所）
- 北方昆曲剧院
- 北京市海外文化交流中心

## 历任领导

### 北京市旅游局
| 局长 - 张忠实（1978年10月—1980年9月，临时领导小组负责人；1980年12月—1983年7月） - 宋文成（1983年9月—1986年11月） - 薄熙成（1986年11月—1992年10月） - 董春生（1993年2月—1996年7月） - 吴统慧（1996年7月—1998年10月） - 于长江（1998年10月—2006年4月） - 杜江（2006年4月—2007年8月） - 张慧光（2008年3月—2011年3月） | 党组书记 - 张忠实（1978年10月—1980年9月，临时领导小组兼管党的工作；1980年9月—1983年7月，党组书记） - 宋文成（1983年7月—1986年10月，党委书记） - 薄熙成（1986年10月—1992年10月，党组书记） - 董春生（1993年2月—1996年7月，党组书记） - 吴统慧（1996年7月—1998年10月，党组书记） - 于长江（1998年10月—2007年，党组书记） - 张慧光（2008年3月—2011年3月，党组书记） |

### 北京市旅游发展委员会
| 主任 - 鲁勇（2011年3月31日—2013年9月27日） - 周正宇（2013年9月27日—2014年3月28日） - 宋宇（2014年5月24日—2018年11月23日） | 党组书记 - 鲁勇（2011年3月—2013年9月） - 周正宇（2013年9月—2014年3月） - 宋宇（2014年5月—2018年11月） |

### 北京市文化和旅游局
| 局长 - 宋宇（2018年11月23日—2019年11月27日） - 陈冬（2019年11月27日—2022年3月31日） - 杨烁（2022年3月31日—2024年12月31日） - 郭怀刚（2024年12月31日—） | 党组书记 - 陈冬（2018年11月—2022年3月） - 杨烁（2022年3月—2024年12月） - 郭怀刚（2024年12月—） |